# Iso Salmijärvi (sjö i Finland)
Salmijärvi eller Iso Salmijärvi är en sjö i Finland. Den ligger i kommunen Valtimo i landskapet Norra Karelen, i den centrala delen av landet, 400 km nordost om huvudstaden Helsingfors. Salmijärvi ligger 180 meter över havet. Den är 17,8 meter djup. Arean är 40,8 hektar och strandlinjen är 5,81 kilometer lång. Sjön  ingår i Vuoksens huvudavrinningsområde.   I omgivningarna runt Salmijärvi växer i huvudsak barrskog.